# Koba Koindredi
Koba Leïn Koindredi, plus couramment appelé  Koba Koindredi, né le 27 octobre 2001 à Djibouti (Djibouti), est un footballeur français aux origines calédoniennes qui évolue au poste de milieu de terrain au FC Bâle, en prêt du Sporting CP.

## Biographie
(janvier 2022).
- Si vous ne connaissez pas le sujet, laissez ce bandeau (vous pouvez alors contacter les auteurs).
- Si vous supprimez le contenu mis en cause (vous pouvez préalablement contacter les auteurs),

argumentez précisément cette suppression dans la page de discussion
(un manque de référence n'est pas un argument ; une recherche réelle de référence doit avoir été effectuée, être formellement documentée).

### Débuts
Sa famille est originaire de Païta en Nouvelle-Calédonie (France), mais son père a été envoyé en mission de paix à Djibouti, où il est finalement né. Dans le sud de la France, il joue dans deux équipes amateurs à Fréjus. C'est en 2017 qu'il accepte la proposition de faire un test pour le RC Lens. Cependant, le club ne donne pas suite, il arrête de jouer puis Pablo Longoria, directeur sportif du Valencia Club de Fútbol, entre en scène à l'été 2018. Lens a alors voulu renouveler mais le joueur avait déjà pris la décision de ne pas renouveler et de signer pour Valence.
En janvier 2019, il arrive finalement à l'académie du Valencia Club de Fútbol, en particulier l'équipe jeune A, mais fait ses débuts avec Valence Mestalla de Chema Sanz en deuxième division B le 13 avril 2019 contre la Conquense. Il avait encore des minutes dans deux autres matchs cette saison, et s'entraîne en équipe première avec Marcelino García Toral. Il fait la pré-saison d'été 2019 avec l'équipe première, participant à deux matches amicaux contre Monaco le 20 juillet et Sion le 23 juillet[réf. nécessaire].
En tant que joueur de Valence Mestalla, en 2019-20, il marque son premier but lors de la 2e journée, le 1er septembre contre Castellón au Nuevo Castalia. Lors de l'UEFA Youth League, il marque également 2 buts lors du premier match contre les jeunes de Chelsea. Il termine la saison en ayant joué chaque minute des six matches de l'UEFA Youth League et en ayant joué 16 matches avec Valence Mestalla[réf. nécessaire]. Il est convoqué lors de la dernière journée avec l'équipe première mais sans faire ses débuts[réf. nécessaire].
À l'été 2020, il fait de nouveau la pré-saison avec l'équipe première, cette fois sous le commandement de Javi Gracia, et participe au match amical le 22 août contre Castellón, en plus d'entrer plusieurs fois au cours de la saison 2020-21, mais ses débuts officiels ont lieu le 16 décembre 2020, au premier tour de la Copa del Rey contre Terrassa. Il participe également aux dernières minutes du match contre Grenade le 30 décembre, dans ce qui serait ses débuts en championnat, et est revenu à la propriété lors des deux prochains éliminatoires de la Coupe contre Yeclano et Alcorcón, où il marque également son premier but officiel avec Valence. après l'aide de Manu Vallejo, le dédiant à sa nièce Kayla. Au total, il participe à 2 matchs de championnat et 4 matchs de coupe avec l'équipe première de Valence et 15 matchs avec Valence Mestalla de deuxième division B , incapable d'éviter la relégation en troisième division RFEF[réf. nécessaire].
Le 26 mai 2021, à l'âge de 19 ans, il renouvelle son contrat jusqu'en 2025 et fait la pré-saison 2021-2022 avec équipe première sous les ordres du nouvel entraîneur José Bordalás, où il sera décidé s'il est affecté à un autre club[réf. nécessaire].
Il marque son premier de la saison et son deuxième but en professionnel pour le club, le 1er décembre 2021 au cours de Coupe du Roi, d’un coup franc.
En septembre 2024, le FC Lausanne-Sport annonce l’arrivée de Koba Koindredi en provenance du Sporting CP. Le milieu français de 22 ans rejoint le club vaudois en prêt d’une saison avec une option d’achat.
Il quitte le Sporting CP, en juillet 2025, pour rejoindre le FC Bâle 1893 dans le cadre d'un prêt d'un an. Le club dispose d'une option d'achat pour le milieu de terrain de 23 ans.

## Statistiques
| Saison                | Club                  | Championnat           | Championnat | Championnat | Championnat | Coupe(s) nationale(s) | Coupe(s) nationale(s) | Coupe(s) nationale(s) | Compétition(s) continentale(s) | Compétition(s) continentale(s) | Compétition(s) continentale(s) | Compétition(s) continentale(s) | Total | Total | Total |
| Saison                | Club                  | Division              | M.          | B.          | P.d.        | M.                    | B.                    | P.d.                  | Comp.                          | M.                             | B.                             | P.d.                           | M.    | B.    | P.d.  |
| 2020-2021             | Valence CF            | Liga                  | 2           | 0           | 0           | 4                     | 1                     | 1                     | -                              | -                              | -                              | -                              | 6     | 1     | 1     |
| 2021-2022             | Valence CF            | Liga                  | 9           | 0           | 0           | 3                     | 1                     | 0                     | -                              | -                              | -                              | -                              | 12    | 1     | 0     |
| Total sur la carrière | Total sur la carrière | Total sur la carrière | 11          | 0           | 0           | 7                     | 2                     | 1                     | -                              | -                              | -                              | -                              | 18    | 2     | 1     |